# Vow Wow
Vow Wow är ett japanskt rockband. Det bildades 1975 med namnet Bow Wow, men bytte namn till Vow Wow 1984 för att inte förväxlas med popbandet Bow Wow Wow. De var förband till Kiss 1977. De mest kända låtarna är Rock Me Now, Sign Of The Times, Beat of Metal Motion. Vow Wow är aktiva än idag.